# Lago Owasco
Il lago Owasco è uno dei Finger Lakes, un gruppo di undici laghi glaciali di forma allungata situati nello stato di New York, negli Stati Uniti.
Sesto tra i Finger Lakes per superficie, è il terzo più orientale del gruppo. Il lago è circondato da molti campi, che coprono circa la metà del suo bacino idrografico; l'elevato rapporto tra l'area di questo e la superficie del lago, inoltre, lo rende particolarmente esposto all'inquinamento causato dal raccogliersi delle sostanze inquinanti. L'acqua è comunque usata per l'uso domestico.
Vicino all'estremità settentrionale del lago sorge la città di Auburn.